# Benavente (Kasztília és León)
Benavente egy község Spanyolországban,  Zamora tartományban. Benavente Arcos de la Polvorosa, Santa Cristina de la Polvorosa, Manganeses de la Polvorosa, Villabrázaro, San Cristóbal de Entreviñas, Fuentes de Ropel, Castrogonzalo, Villanueva de Azoague és Santa Colomba de las Monjas községekkel határos. Lakosainak száma 17 246 fő (2024).

## Népesség
A település lakosságának változását az alábbi diagram mutatja:
| Lakosok száma | 16 844 | 17 764 | 18 744 | 19 119 | 19 259 | 18 879 | 18 237 | 17 935 | 17 376 | 17 246 |
|               | 2001   | 2004   | 2007   | 2009   | 2012   | 2014   | 2017   | 2019   | 2022   | 2024   |